# 宇宙英雄
宇宙英雄（日語：コスモオオゾラ），是日本純種競賽馬匹。生涯主要出戰中距離賽事，曾勝出2012年彌生賞。

## 出賽前
2009年2月17日出生於北海道新冠町大紅牧場，所有權歸於牧場旗下。
其後交由美浦訓練中心練馬師高橋義博訓練。

## 競賽生涯

### 2歲
2011年9月25日出戰中山競馬場2歲新馬戰，比賽初段於前頭位置，中段稍為墮後下於直路重新衝出，最終以第四完賽。
10月16日出戰2歲未勝利戰，維持於第三的位置下在直路逐步迫近前方的賽駒，最終未能超越領放馬下以鼻位差距取得第二。
11月5日再度挑戰2歲未勝利戰，本次比賽繼續採用前置的方的留守在第二的位置，於直路上瞬間超越失速的領放馬下繼續衝刺，最終以2馬位優勢取得首勝。
其後以條件戰葉牡丹賞作為目標，比賽初段維持於中團左右的位置，在對面直路末段開始上前進佔位置。進入直路後，其成功克服爛地展開衝刺，最終在最後關頭超越美酒當前取得勝利。

### 3歲
2012年首戰為共同通信盃，比賽初段在先頭部隊之中進發，但於直路上的表現較為均速下無法順利堅守位置，最終僅跑獲第五。
3月4日出戰彌生賞，賽前僅獲得第九人氣的評價。比賽開始後，其於所在的第5檔順利出閘並逐步進佔前方空位，於比賽途中一直路維持於第五左右的位置。進入直路後，其稍微於直路透出並向前加速，最終壓制其他對手以1 1/4馬位爆冷取得首個分級賽冠軍，亦為騎師柴田大知帶來時隔15年來第一個平地分級賽優勝，同時亦是練馬師高橋義博首個平地分級賽優勝。
4月15日按照計劃出戰皋月賞，本次比賽繼續以先行的策略展開，一直在前方有利位置推進下於直路嘗試加速，但最終被黃金船和世界王牌超越下再未能壓制同樣位置的華麗輝煌，以第四的戰績完賽。
5月繼續進軍東京優駿（日本打吡），比賽途中維持於中團的位置逐步推進，在直路上未能最大程度加速下無法上前，最終以第六的戰績完賽。
賽後，其被發現兩腳第一腳趾骨均出現骨折的情況，因而進入休養。
秋季直接以菊花賞作為首戰，於主戰騎師柴田早前墮馬骨折下改由岩田康誠策騎，然而長途適性完全不足下在直路力盡，以第十七大敗。
年末出戰二級賽金鯱賞，但仍然未能回復狀態，最終以第十一落敗。

### 4歲
2013年年初出戰中山金盃，於比賽途中維持於中後方位置，可惜未能上前下以第八落敗。
其後出戰中日新聞盃，但於第三彎道開始出現心房顫動的現象，最終被騎師丹内祐次拉停。
稍為休養後在目黑紀念復出，於比賽初段進佔第二的先頭位置，然而在中段開始節奏變得混亂，最終大幅失速下以第十七慘敗。

### 5歲
2014年大部份時間均處於休養，僅在12月21日出戰十二月錦標並才得第十一。

### 6歲
2015年繼續現役，於年初以白富士錦標為首戰但以第十二落敗，3月重返分級賽戰場以中日新聞盃為目標，卻再度失速以第十七大敗。
3月20日，其於調整挑中被發現左前腳出現肌腱炎，最終陣營決定安排其進行退役。

### 詳細賽績
| 日期       | 舉辦國家 | 馬場 | 距離   | 級別 | 賽事名稱   | 負重 | 騎師     | 馬號 | 出馬 | 名次     | 時間     | 頭馬（二馬）  |
| ---------- | -------- | ---- | ------ | ---- | ---------- | ---- | -------- | ---- | ---- | -------- | -------- | ------------- |
| 25/9/2011  | 日本     | 中山 | 草1600 |      | 2歲新馬    | 54   | 中谷雄太 | 13   | 11   | 4        | 1:38.4   | 阿爾菲多      |
| 16/10/2011 | 日本     | 東京 | 草1800 |      | 2歲未勝利  | 55   | 中谷雄太 | 6    | 2    | 2        | 1:52.0   | Hard Rocker   |
| 5/11/2011  | 日本     | 東京 | 草2000 |      | 2歲未勝利  | 55   | 中谷雄太 | 12   | 7    | 1        | 2:03.2   | （大滿月）    |
| 3/12/2011  | 日本     | 中山 | 草2000 |      | 葉牡丹賞   | 55   | 中谷雄太 | 14   | 12   | 1        | 2:04.5   | （美酒當前）  |
| 12/2/2012  | 日本     | 東京 | 草1800 | GIII | 共同通信盃 | 56   | 柴田大知 | 11   | 9    | 5        | 1:48.9   | 黃金船        |
| 4/3/2012   | 日本     | 中山 | 草2000 | GII  | 彌生賞     | 56   | 柴田大知 | 15   | 5    | 1        | 2:03.9   | （旅途）      |
| 15/4/2012  | 日本     | 中山 | 草2000 | GI   | 皋月賞     | 57   | 柴田大知 | 18   | 15   | 4        | 2:01.8   | 黃金船        |
| 27/5/2012  | 日本     | 東京 | 草2400 | GI   | 東京優駿   | 57   | 柴田大知 | 18   | 7    | 6        | 2:24.1   | 華麗輝煌      |
| 21/10/2012 | 日本     | 京都 | 草3000 | GI   | 菊花賞     | 57   | 岩田康誠 | 18   | 12   | 17       | 3:10.2   | 黃金船        |
| 1/12/2012  | 日本     | 中京 | 草2000 | GII  | 金鯱賞     | 56   | 柴田大知 | 12   | 3    | 11       | 2:01.5   | 碧藍海洋      |
| 5/1/2013   | 日本     | 中山 | 草2000 | GIII | 中山金盃   | 56   | 柴田大知 | 16   | 8    | 8        | 2:00.1   | Touch Me Not  |
| 9/3/2013   | 日本     | 中京 | 草2000 | GIII | 中日新聞盃 | 56   | 丹内祐次 | 18   | 4    | 比賽中止 | 比賽中止 | Satono Apollo |
| 26/5/2013  | 日本     | 東京 | 草2500 | GII  | 目黑紀念   | 56   | 松岡正海 | 18   | 6    | 17       | 2:31.9   | 火槍奇兵      |
| 21/12/2014 | 日本     | 中山 | 草1800 | OP   | 十二月錦標 | 56   | 丹内祐次 | 13   | 2    | 11       | 1:49.4   | 紅鴉俠        |
| 13/1/2015  | 日本     | 東京 | 草2000 | OP   | 白富士錦標 | 56   | 丹内祐次 | 14   | 10   | 12       | 2:02.2   | 東循環線      |
| 14/3/2015  | 日本     | 中京 | 草2000 | GIII | 中日新聞盃 | 55   | 柴田未崎 | 18   | 16   | 17       | 2:04.5   | 解密精英      |

## 退役後
退役後，宇宙英雄並未入種，而是於茨城縣美浦村美浦訓練中心休養，作為乘騎馬使用。
2018年11月，其由乘騎馬退役，前往北海道岩內町Horse Trust北海道進行養老生活。

## 血統簡介
父系五月玫瑰爲美國賽駒，生涯戰績優秀，曾勝出一級賽韋特尼讓賽及杜拜世界盃。祖父Devil His Due亦為美國賽駒，生涯戰績亦非常優秀，曾勝出灣流讓賽、活特紀念錦標及紐約新市鎮讓賽等大賽。
母系Meine Sharona為日本賽駒，生涯僅勝出一場賽事。外祖父總司令為英國賽駒，生涯戰績戰績優秀，曾勝出葉森打吡及愛爾蘭打吡。

### 血統表
| 父線：Halo系（Hail to Reason系）                                                 |                                |                    |                 |
| 種馬 五月玫瑰 2000年（棕色）                                                     | Devil His Due 1989年（深棗色） | Devil's Bag        | Halo            |
| 種馬 五月玫瑰 2000年（棕色）                                                     | Devil His Due 1989年（深棗色） | Devil's Bag        | Ballade         |
| 種馬 五月玫瑰 2000年（棕色）                                                     | Devil His Due 1989年（深棗色） | Plenty O'Toole     | Raise a Cup     |
| 種馬 五月玫瑰 2000年（棕色）                                                     | Devil His Due 1989年（深棗色） | Plenty O'Toole     | Li'l Puss       |
| 種馬 五月玫瑰 2000年（棕色）                                                     | Tell a Secret 1977年（深棗色） | Speak John         | Prince John     |
| 種馬 五月玫瑰 2000年（棕色）                                                     | Tell a Secret 1977年（深棗色） | Speak John         | Nuit de Folies  |
| 種馬 五月玫瑰 2000年（棕色）                                                     | Tell a Secret 1977年（深棗色） | Secret Retreat     | Clandestine     |
| 種馬 五月玫瑰 2000年（棕色）                                                     | Tell a Secret 1977年（深棗色） | Secret Retreat     | Retirement      |
| 繁殖雌馬 Meine Sharona 2002年（棗色）                                            | 總司令 1990年（棗色）          | 勇舞               | 利法爾          |
| 繁殖雌馬 Meine Sharona 2002年（棗色）                                            | 總司令 1990年（棗色）          | 勇舞               | Navajo Princess |
| 繁殖雌馬 Meine Sharona 2002年（棗色）                                            | 總司令 1990年（棗色）          | Slightly Dangerous | 雷弼圖          |
| 繁殖雌馬 Meine Sharona 2002年（棗色）                                            | 總司令 1990年（棗色）          | Slightly Dangerous | Where You Lead  |
| 繁殖雌馬 Meine Sharona 2002年（棗色）                                            | The Knack 1993年（棗色）       | Machiavellian      | 淘金者          |
| 繁殖雌馬 Meine Sharona 2002年（棗色）                                            | The Knack 1993年（棗色）       | Machiavellian      | Coup de Folie   |
| 繁殖雌馬 Meine Sharona 2002年（棗色）                                            | The Knack 1993年（棗色）       | Once in My Life    | Lomond          |
| 繁殖雌馬 Meine Sharona 2002年（棗色）                                            | The Knack 1993年（棗色）       | Once in My Life    | No Disgrace     |
| 雌系：號族：11-e                                                                 |                                |                    |                 |
| 五代內近親交配：Halo 4×5、Hail to Reason 5×5、Raise a Native 5×5×5、北地舞人 5×5 |                                |                    |                 |

## 命名由來
名字中，Cosmo（コスモ）為馬主岡田美佐子和大紅牧場之冠名，帶有宇宙之意思，Ozora（オオゾラ）則於日語中表示「大空」，澳門則加以聯想翻譯為「英雄」。

## 外部連結
- 宇宙英雄 netkeiba.com （页面存档备份，存于）
- 血統表